# 집중력

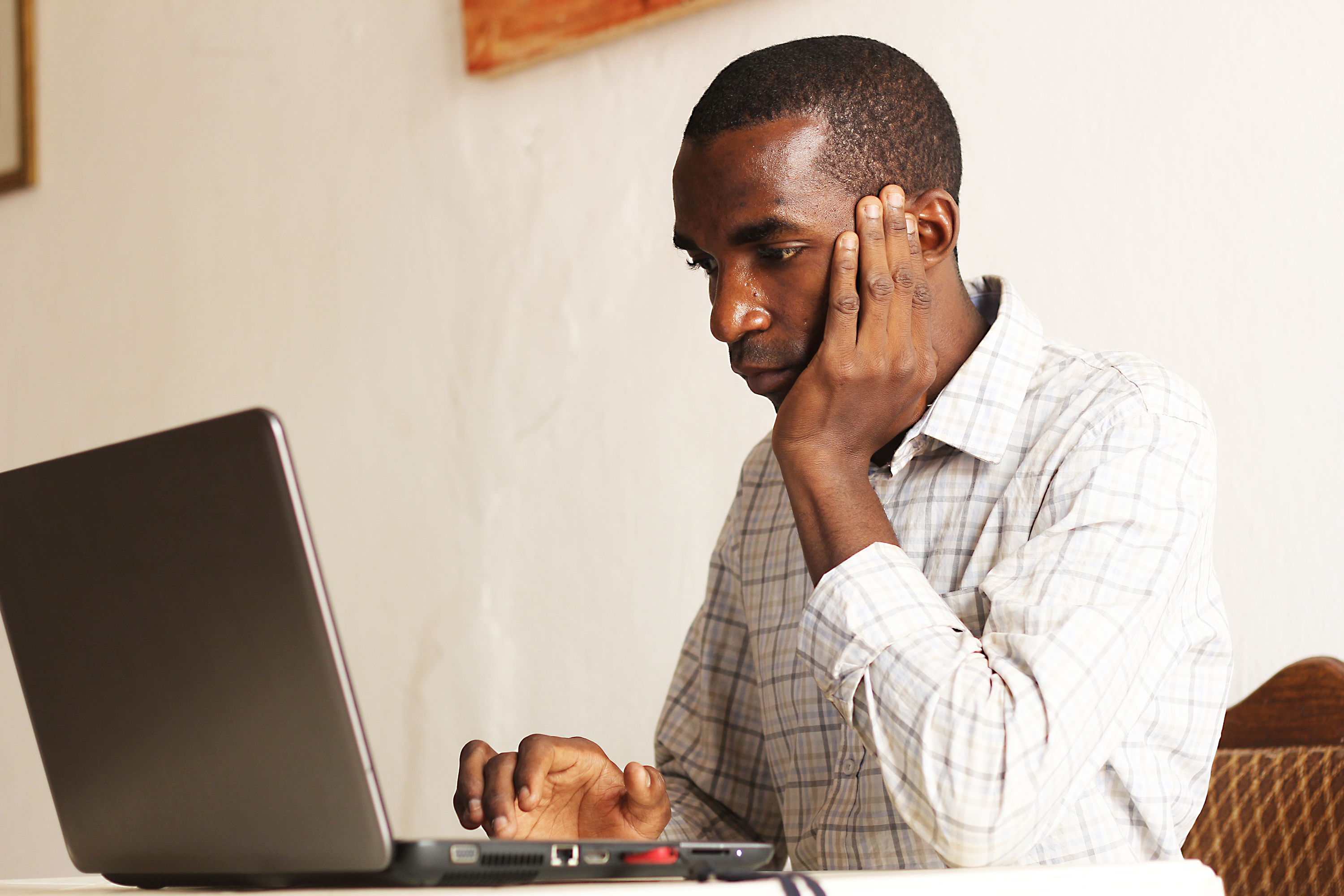
업무에 집중하는 모습

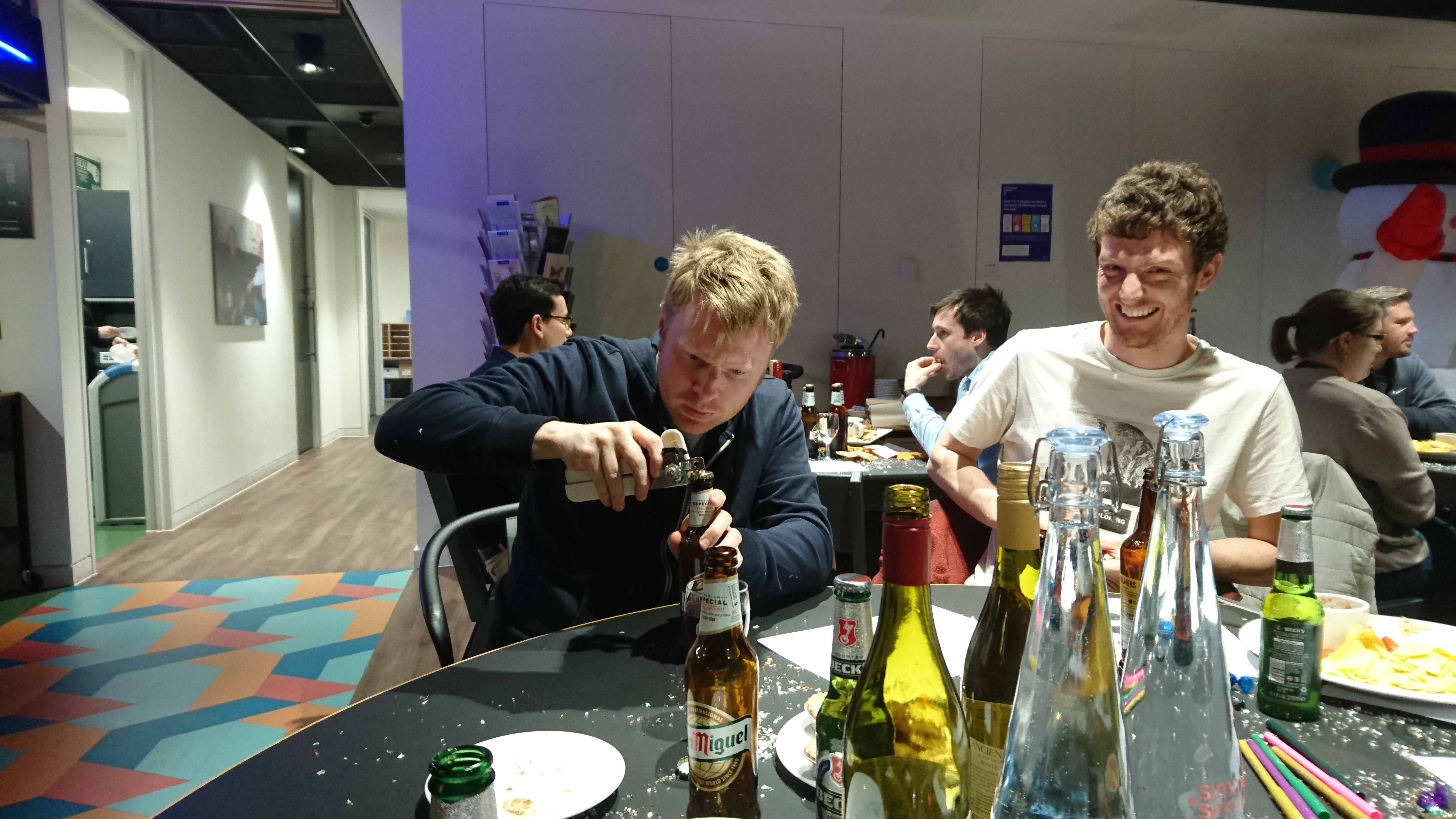
시각적 집중

집중력(集中力, attentional control)은 무엇을 집중할지, 무엇을 무시할지를 결정하는 개인의 능력을 가리킨다. 선택적 주의(selective attention)라고도 하며, 내인적 집중력(endogenous attention), 실행 주의(executive attention)로도 알려져 있다. 집중력은 단순히 개인의 집중 능력을 의미하기도 한다. 전대상피질을 포함한 뇌의 전두엽에 의해 주로 통제되는 집중력은 작업 기억과 같은 기타 집행 기능과 밀접하게 관련된 것으로 간주된다.

## 비정상적 발달
주의의 산만은 주의력결핍 과잉행동장애(ADHD)와 같은 주의력 관련 핵심 결손을 발생하게 하는 증상의 초기 발병에서 나타나는 것은 물론, 자폐증과 같은 증상들에서도 주목되었으며 불안장애에서도 확인이 된다. 산만한 주의력 조절은 조산 아동에게서 보고되기도 하였으며, 다운증후군이나 윌리엄증후군 등의 유전 장애가 있는 영아에게서도 보인다. 또한 일부 집단에서는 사회경제적 지위가 낮은 가정에서 자란 아동은 발달 초기에 주의조절이 저해된다는 사실 역시 보고되었다.
주의력 조절의 붕괴 유형은 여러 장애군에서 작업 기억과 같은 집행 기능 과업 수행이 붕괴되는 사실과도 관련있다. 그러나 왜 많은 장애서 집행기능이 붕괴되는지는 여전히 의문이다.

### 정신질환과의 관련성
주의력 조절 능력이 낮은 사람은 정신 질환을 겪을 가능성이 연구들을 통해 밝혀졌다. 주의력 조절 능력이 낮은 것은 ADHD 환자에게서 더 흔하다. ADHD는 삶의 중대한 활동들에 지장을 가져다 주는 부주의, 과잉행동, 충동성 등 나이에 걸맞지 않은 증상들이 지속되는 장애인 것이다. 또한 조현병 환자, 알츠하이머병 환자, 사회적 불안, 특성 불안(trait anxiety), 우울을 가지고 있는 사람, 뇌졸중 이후 주의력 저하가 있는 사람에게서도 주의력 조절 저하가 보인다. 또한 불안과 우울 수준이 낮은 사람은 반응이 더 빠르고 전반적인 집행 기능도 더 향상되어 있다. 또한 주의력 조절이 낮은 사람은 정신병 발병 가능성이 커지는데, 이는 위협 정보로부터 초점을 다른 곳으로 옮기는 능력은 감정 처리 과정에서 중요하기 때문이다. 또한 참가자들에게 주의력조절척도(Attentional Control Scale, ACS)를 채우게 하는 방식을 통해, 주의력에 초점을 반드시 맞출 필요가 없는 연구들에서 많은 연구자들은 주의력 조절을 설명하고 있거나 혹은 인지주의력증후군-1(Cognitive Attentional Syndrome-1, CAS1)을 통해서 주장하고 있다. 둘다 자기보고 설문지로서 주의 집중과 주의 전환을 측정한다. 또한 연구자들은 같은 연구 분야의 다른 종사자들에게 ACS, 감정기능, CAS, 위협에 대한 주의력 간의 관계를 설명하기 위한 실험적 장기적 설계를 사용할 것을 제안하고 있다. 이는 연구자들이 다른 정신질환에서 주의력 조절에 관한 문제적 상황 발생이 늘어나고 있는 것을 보았기 때문이다.
주의력 문제는 외상후스트레스장애(PTSD)와 같은 불안장애의 특성이기도 하다. 주의편향은 감정적으로 긍정적인 정보보다 부정적인 정보를 선호적으로 처리하는 것을 야기한다. PTSD, 불안성향, 주의조절, 주의편향에 대한 척도 측정 후, 참가자들이 선정되었다. 그 결과, 주의조절은 주의편향과는 역관계임이 밝혀졌다. 주의조절이 높은 PTSD 환자는 주의편향이 낮았다. 주의조절의 개인차는 PTSD 환자의 불안 문제에 대하여 영향을 발휘한다.

## 실생활에서

### 수행 능력
주의 통제 이론(attention contral theory)에서는 불안과 인지 수행에 초점을 맞춘다. 이 이론은 불안이 주의 통제에 미치는 영향이, 불안과 작업 수행 능력 사이의 관계를 이해하는 데 핵심이라는 가정을 세운다. 일반적으로 불안은 처리 효율성을 저해함으로써 특정 과제에 대한 주의 통제를 방해한다. 이 이론과 관련된 세 가지 기능이 있는데, 첫째는 과제와 관련 없는 자극과 반응이 수행을 방해하지 않도록 하는 억제 기능(inhibition)이고, 둘째는 과제와 가장 관련이 있는 자극에 주의를 할당하는 데 사용되는 전환 기능(shifting)이며, 셋째는 작업 기억에 있는 정보를 업데이트하고 모니터링하는 데 사용되는 최신화 기능(updating)이다. 주의 통제 이론과 관련되어서도 세 가지 주요 가설이 있다. 첫째, 불안은 중앙 집행 기능의 효율성을 저하시킨다. 둘째, 불안은 억제 기능을 저하시킨다. 셋째, 불안은 전환 기능을 저하시킨다. 주의 통제와 수행에 관한 연구에서는 자발적 모드와 반사적 모드의 두 가지 방식이 있다. 자발적 모드는 상위 인지 과정에 따라 주의가 이동하는 상향식 접근법이다. 반사적 모드는 자극의 주의 유발 특성에 따라 무의식적으로 주의가 이동하는 하향식 접근법이다. 이러한 모드는 주의 통제가 어떻게 작동하는지 이해하는 데 중요하다.

### 마음챙김
단 4일의 마음챙김 명상 훈련만으로도 시공간 처리, 작업 기억 및 집행 기능이 크게 개선될 수 있다. 그러나 마음챙김이 실제 주의 통제에 직접적인 영향을 미치는지에 대해서는 연구 결과가 엇갈린다. 연구 참가자들은 지속적 주의, 억제, 전환 및 물체 탐지 과제를 수행하였다. 이 과제들은 8주간의 마음챙김 기반 스트레스 완화(MBSR) 과정 전후에 수행되어 대조군과 비교되었다. 이때 두 그룹 간 유의미한 차이는 없었는데, 이는 MBSR 과정이 주의 통제에 영향을 미치지 않았음을 의미한다. 그러나 활동적인 무작위 통제 연구에서는 광범위한 자기 평가 기능이 있는 모바일 기반 마음챙김 앱이 건강한 참가자에게 장기적으로 주의 통제에 유익할 수 있음을 보여주었다. 마음챙김은 비지향적 주의와 감정적 웰빙과 같은 다른 요소에 영향을 미친다.

### 학습
마음의 모듈성에 초점을 둔 모듈 접근법에서는 인지 발달을 모자이크와 같은 과정으로 보며, 인지 능력은 유전적으로 예정된 일정에 따라 개별적으로 발달한다고 본다. 제리 포더, 엘리자베스 스펠케(Elizabeth Spelke), 스티븐 핑커는 모듈 접근법을 지지하는 대표적인 학자들이다. 이에 반해 아네트 카르밀로프-스미스(Annette Karmiloff-Smith), 마크 존슨(Mark Johnson), 린다 스미스(Linda Smith)와 같은 학자들은 인지 발달에 더 상호작용적이거나 역동적 시스템 접근법을 주장하였다. 이러한 접근법은 신경구성주의(neuroconstructivism)의 접근법으로 알려져 있으며, 인지 시스템이 발달 과정에서 상호작용하고, 특정 인지 능력이 다른 영역의 능력 습득에 필요하다고 본다.
신경구성주의 접근법을 지지하는 학자들 사이에서는 주의 통제가 특히 중요하게 다뤄진다. 이는 주의 통제가 다른 영역의 기술 습득에 영향을 미치는 범영역적 과정으로 여겨지기 때문이다. 주의를 조절하고 지시하는 능력은 아이가 환경적 사건에 수동적으로 반응하는 것에서 벗어나, 학습에 핵심이 되는 정보가 풍부한 영역에 적극적으로 주의를 기울일 수 있게 해준다. 예를 들어, 많은 학자들이 영유아의 주의 통제 능력과 이후 언어 습득 수행 간의 관계를 연구하였다. 작업 기억 용량은 기억이 어떻게 작동하는지를 이해하기 위해 연구되었다. 누군가의 작업 기억 용량의 효과를 예측하는 능력은 주의 통제 메커니즘에서 기인한다. 이러한 메커니즘은 목표, 행동 및 외부 방해 요소를 조절하는 데 도움을 주며, 이는 효과적인 학습에 모두 중요하다.

## 같이 보기
- 선택적 인지
- 자기조절
- 주의
- 주의편향